# Ландскруна (община)
Община Ландскруна (на шведски: Landskrona kommun) е разположена в лен Сконе, югоизточна Швеция с обща площ 153 km2 и население 43 073 души (към 31 декември 2013). Административен център на община Ландскруна е едноименния град Ландскруна.